# Aaptolasma brintoni
Aaptolasma brintoni är en kräftdjursart som beskrevs av William A. Newman och Arnold Ross 1971. Aaptolasma brintoni ingår i släktet Aaptolasma och familjen Bathylasmatidae. Inga underarter finns listade i Catalogue of Life.